# James LoMenzo
James LoMenzo, também conhecido como J-Lo (Nova York, 13 de janeiro de 1959) é um baixista estadunidense, ex-integrante das bandas Lynch Mob, White Lion e Black Label Society. Atualmente integra a banda americana de thrash metal Megadeth, uma vez que o co-fundador do grupo e antigo baixista David Ellefson foi expulso devido a um escândalo sexual.
James substitui o falecido baixista da banda Slipknot, Paul Gray, em seu projeto paralelo, a banda Hail!, que incluiu outras figuras importantes da cena do Heavy Metal mundial tocando músicas cover de outas bandas, entre eles está o guitarrista brasileiro Andreas Kisser.
Atualmente, além do Megadeth, integra o grupo Dio Disciples fazendo tributos a Ronnie James Dio juntamente com Simon Wright, Craig Goldy, Scott Warren,  Toby Jepson e Doro Pesch.

## Primeiras bandas
Antes de entrar no Megadeth, J-Lo tocou em bandas como Lynch Mob, Black Label Society, David Lee Roth, White Lion, Pride & Glory, Ozzy Osbourne, Slash's Snakepit
Álbuns gravados em outras bandas:
- White Lion: "Fight To Survive (1985)", "Pride (1987)", "Big Game (1989)", "Mane Attraction (1991)"
- David Lee Roth - "Diamond Dave (2003)"
- Zakk Wylde - "Book Of Shadows (1996)"
- Pride and Glory - "Pride and Glory (1994)"
- Black Label Society - "The Blessed Hellride (2003)", "Hangover Music Vol. VI (2004)", "Mafia (2005)"
- The Hideous Sun Demons - "The Hideous Sun Demons (2004)"

## Megadeth
Conhecido pelo seu trabalho em bandas como White Lion, Black Label Society, David Lee Roth, entre outros projetos como o Pride and Glory de 1994, e a banda Hideous Sun Demons, James LoMenzo foi chamado por Dave Mustaine para integrar o Megadeth em fevereiro de 2006, após a saída do baixista James MacDonough. Em sua primeira mensagem no fórum oficial da banda, LoMenzo alegou que não entrou no Megadeth apenas como músico profissional, mas também como um grande fã. Em 8 de fevereiro de 2010 é anunciado o retorno do baixista David Ellefson ao Megadeth, substituindo LoMenzo.